# Ruger Single-Six
Ruger Sinlge-Six — шестизарядный револьвер одинарного действия под патрон кольцевого воспламенения, выпущенный компанией Sturm, Ruger & Co. в 1953 году.

## Описание
Ruger Single-Six это револьвер одинарного действия с цельной рамкой, чей внешний вид повторял модель M1873, известный также под названием «Миротворец» (англ. Peacemaker). В отличие от своего прототипа, у револьвера Single-Six изменилось, прежде всего, внутреннее устройство. Так, револьвер был адаптирован под патрон кольцевого воспламенения .22 Long Rifle, а в ударно-спусковой механизм был введён предохранитель; были заменены пластинчатые пружины цилиндрическими витыми, за счет чего повысилась эксплуатационная надёжность револьвера. Оружие стало востребованным, так как в то время популяризировалась эпоха покорения американцами Дикого Запада, когда существовали револьверы одинарного действия. Существовали варианты моделей со стволами длиной 4,63, 5,5, 6,5 и 9,5 дюймов. Позже Sturm, Ruger & Co. выпустила несколько модификаций данного вида оружия.
В 1968 году Конгрессом США был издан «Закон об оружии», который вводил строгие требования, касающиеся предохранительной системы. Поэтому конструкторам Sturm, Ruger & Co. пришлось переработать модели оружия . Так как в щитке рамки Single-Six стоял инерционный ударник, то он нуждался в незначительных изменениях, после которых бы он соответствовал требованиям закона. В частности, был изменен ударно-спусковой механизм, теперь, если случайно сорвется курок с боевого взвода, то он ударит не по ударнику, а по выступу рамки. В новом ударно-спусковом механизме была встроена специальная пластинка, которая передавала удар курка ударнику, только если был нажат спусковой крючок. Таким образом, если отпускался спусковой крючок, то пластинка закрывала выход в ударник, так что даже сильный удар по курку не привел бы к случайному выстрелу. В то же время исчезли традиционные вырезы шептала, которые позволяли оставлять курок на полувзвод или четверть-взвод, поэтому он мог занимать только два положения — опущенное и взведённое. Первые варианты моделей были сделаны так, что дверца для заряжания была соединена как раз с курком на полувзводе, из-за этого нужно было проводить дополнительную работу над ударно-спусковым механизмом, чтобы стопор барабана и предохранительная пластинка спадали при открытой дверце, позволяя тем самым барабану свободно вращаться. Приведённые нововведения были внедрены в новой модели Super Single Six, выпущенной в 1973 году.